# Космос-344
Космос-344 (Зенит-2 № 81) — советский разведывательный спутник первого поколения, нёсший на борту аппаратуру для оптической фотосъёмки низкого разрешения. Был запущен 12 мая 1970 года с космодрома «Плесецк». Последний запуск космических аппаратов серии «Зенит-2».

## Запуск
Запуск «Космос-344» состоялся в 10:10 по Гринвичу 12 мая 1970 года. Для вывода спутника на орбиту использовалась ракета-носитель «Восход». Старт был осуществлён с космодрома Плесецк. После успешного вывода на орбиту спутник получил обозначение «Космос-344», международное обозначение 1970-038A и номер по каталогу спутников 04401.
«Космос-344» эксплуатировался на низкой околоземной орбите. По состоянию на 12 мая 1970 года он имел перигей 206 километров, апогей 347 километров и наклон 72,9° с периодом обращения 89,8 минуты. После восьми дней работы на орбите миссия «Космос-344» закончилась. Спутник сошёл с орбиты 20 мая 1970 года, а его возвращаемый отсек приземлился на парашюте и был подобран советскими военными.
Впоследствии было обнаружено, что доставленные на Землю плёнки пусты. В ходе выяснения причин был выявлен отказ фотографического оборудования вскоре после вывода спутника на орбиту.

## Космический аппарат
«Космос-344» соответствовал типу «Зенит-2» и был построен в ОКБ-1 С. П. Королёва (РКК «Энергия») на базе конструкции пилотируемого космического корабля «Восток». Аппарат состоит из сферического возвращаемого отсека диаметром 2,3 метра и массой 2400 кг. Внутри отсека устанавливалась вся специальная аппаратура. Оптические оси смонтированных фотокамер были перпендикулярны продольной оси аппарата. Съёмка осуществлялась через иллюминаторы, расположенные в крышке одного из двух технологических люков большого диаметра. Основной задачей «Космос-344» являлась фоторазведка. Общая масса космического аппарата составляла примерно 4730 кг.